# Xiruana hirsuta
Xiruana hirsuta là một loài nhện trong họ Anyphaenidae.
Loài này thuộc chi Xiruana. Xiruana hirsuta được Cândido Firmino de Mello-Leitão miêu tả năm 1938.